# Roodoorparkiet
De roodoorparkiet (Pyrrhura hoematotis) is een vogel uit de familie Psittacidae (papegaaien van Afrika en de Nieuwe Wereld).

## Verspreiding en leefgebied
Deze soort is endemisch in noordelijk en noordwestelijk Venezuela en telt twee ondersoorten:
- P. h. immarginata: Lara (noordwestelijk Venezuela).
- P. h. hoematotis: noordelijk Venezuela.

## Status
De grootte van de populatie is niet gekwantificeerd maar de soort wordt omschreven als vrij algemeen. Op de Rode lijst van de IUCN heeft deze soort de status niet bedreigd.